# Synclidopus macleayanus
Synclidopus macleayanus är en fiskart som först beskrevs av Ramsay, 1881.  Synclidopus macleayanus ingår i släktet Synclidopus och familjen tungefiskar. IUCN kategoriserar arten globalt som otillräckligt studerad. Inga underarter finns listade i Catalogue of Life.